# Xyris bicostata
Xyris bicostata är en gräsväxtart som beskrevs av Bassett Maguire och Lyman Bradford Smith. Xyris bicostata ingår i släktet Xyris och familjen Xyridaceae.

## Underarter
Arten delas in i följande underarter:
- X. b. bicostata
- X. b. tillettii